# Барановичидрев
Барановичидрев (бел. Баранавічыдрэў) — белорусское деревообрабатывающее предприятие, расположенное в городе Барановичи Брестской области. 10 мая 2019 года признано банкротом, по состоянию на 2021 год ведётся ликвидационное производство.

## История
В апреле 1946 года на базе столярных мастерских был организован завод лесопиления и строительных деталей Барановичского областного строительного треста Министерства жилищно-гражданского строительства БССР. В 1948 году преобразован в завод строительных деталей Барановичского областного строительного треста, с 1954 года подчинялся Барановичскому тресту № 5. В 1958 году передан в подчинение специализированного треста № 22 «Стройдеталь» Министерства строительства БССР и преобразован в Завод строительных деталей № 1. В 1960 году преобразован в Барановичский завод строительных деталей № 3 спецтреста № 2 «Стройиндустрия» Министерства строительства БССР. В 1967 году передан в подчинение производственного комбината по изготовлению, комплектации, транспортировке и монтажу строительных конструкций «Строймонтажиндустрия» Министерства промышленного строительства БССР. В 1973 году завод стал головным предприятием Барановичского производственного деревообрабатывающего объединения (ПО «Барановичидрев») Министерства лесной и деревообрабатывающей промышленности БССР, в 1988 году передан в подчинение Министерства строительства БССР. В 1993 году (по другой информации, в 1994 году) преобразован в открытое акционерное общество «Барановичидрев».
Завод специализировался на производстве столярных, строгано-погонажных, плотничных изделий для использования в строительстве. В 2005 году производил окна из клееного бруса хвойных пород, дверные блоки, фрезерованные детали, паркет, деревянную тару, пиломатериалы.
Доля государства на предприятии по состоянию на 2012 год составляла 48%, юридическим лицам принадлежало 36% акций, физическим лицам — 16%. После посещения предприятия вице-премьером Анатолием Калининым было принято решение о национализации предприятия. Отмечалось, что национализация прошла с нарушением законодательства: решение было принято без учёта мнений акционеров и без учёта законодательства о владельческом надзоре. В результате доля государства была доведена до 83%. В связи с тяжёлым финансовым положением предприятия в 2013 году началось рассмотрение дела о банкротстве ОАО «Барановичидрев», прекращённое в 2015 году. С 2013 года предприятие приостановило работу. Интерес к приватизации предприятия проявлял шведский инвестор, планировавший нарастить производство деревянных дверей. В 2015 году инвестор отказался от реализации инвестиционного проекта, заявив о невозможности погасить большие долги предприятия в сжатые сроки, а в 2016 году он был арестован.
В 2019 году началось повторное рассмотрение дела о банкротстве предприятия 10 мая 2019 года экономический суд Брестской области признал «Барановичидрев» банкротом и открыл ликвидационное производство.